# Euroliga de hockey hierba 2014-15
La Euroliga de hockey hierba 2014-15 fue la octava edición de esta competición. El torneo se disputó entre Barcelona, la fase previa, y Bloemendaal, en su fase final. El Oranje Zwart se proclamó campeón por primera vez en su historia.

## Sistema de competición
Como en las temporadas precedentes tomaron parte en el torneo 24 clubes, pero como novedad de esta edición, únicamente la mitad disputaron la fase previa de grupos; los otros 12 accedieron directamente a la fase final.
Los 12 equipos participantes en la fase previa de la competición quedaron repartidos en cuatro grupos de tres equipos, enfrentándose según un sistema de liguilla, a partido único. En función del resultado de cada partido se repartieron las siguientes puntuaciones: 5 puntos por victoria, dos puntos por empate, un punto por una derrota por dos o menos goles de diferencia y cero puntos en caso de una derrota mayor. En función de las puntuaciones obtenidas, los primeros clasificados de cada grupo —en total 4 equipos— obtuvieron el pase a la fase final.
La fase final se disputó según un sistema de eliminación directa, a partido único, hasta decidir el campeón.

## Equipos participantes
Tomaron parte en el torneo 24 clubes, en representación de las 12 federaciones de la Federación Europea de Hockey con mejor ranking EHL. Dicha clasificación se elabora en relación con los resultados obtenidos por los representantes de cada país en la Euro Hockey League y la EuroHockey Club Trophy en las tres temporadas precedentes.
Los cupos para designar los 24 representantes se repartieron del siguiente modo:
- Países entre el 1.º y 4.º puesto del EHF Club Ranking: 3 plazas (total 12 clubes)
- Países entre el 5.º y 8.º puesto del EHF Club Ranking: 2 plazas (total 6 clubes)
- Países entre el 8.º y 12.º puesto del EHF Club Ranking: 1 plaza (total 6 clubes)

Los equipos de países con ranking inferior participaron en el resto de competiciones organizadas por la Federación Europea de Hockey: el Euro Hockey Trophy y el Euro Hockey Challenge (dividido a su vez en distintas divisiones).
| Plazas | País (ranking EHL) | Equipos participantes   | Equipos participantes              |
| Plazas | País (ranking EHL) | Disputan la fase previa | Aceso directo a octavos            |
| 3      | 1. Países Bajos    | SV Kampong              | MHC Oranje Zwart, HC Bloemendaal   |
| 3      | 2. Bélgica         | Royal Daring Club       | Waterloo Ducks HC, KHC Dragons     |
| 3      | 3. Alemania        | Rot-Weiss Köln          | Uhlenhorster HC, Harvestehuder THC |
| 3      | 4. España          | Atlètic Terrassa        | RC Polo, Club Egara                |
| 2      | 5. Inglaterra      | East Grinstead HC       | Beeston HC                         |
| 2      | 6. Polonia         | WKS Grunwald Poznan     | KS Pomorzanin Torun                |
| 2      | 7. Rusia           | Dinamo Jekaterinenburg  | HC Dinamo Kazan                    |
| 2      | 8. Francia         | Racing Club de France   | St Germain HC                      |
| 1      | 9. Escocia         | Kelburne HC             | -                                  |
| 1      | 10. Irlanda        | Monkstown HC            | -                                  |
| 1      | 11. Austria        | SV Arminen              | -                                  |
| 1      | 12. Italia         | HC Bra                  | -                                  |

Las banderas representan a las federaciones nacionales. En el Reino Unido, Inglaterra y Escocia cuentan con sus propias federaciones y la Irish Hockey Association aglutina a los equipos de toda de la Isla de Irlanda.

## Fase previa
Se disputó entre el 10 y el 12 de octubre de 2014 en el Estadio Pau Negre de Barcelona, España.

### Grupo A
| Team            | J | G | E | P | GF | GC | DG | Pts |
| --------------- | - | - | - | - | -- | -- | -- | --- |
| Kampong         | 2 | 2 | 0 | 0 | -  | -  | -  | 10  |
| East Grinstead  | 2 | 1 | 0 | 1 | -  | -  | -  | 6   |
| Dinamo-Stroitel | 2 | 0 | 0 | 2 | -  | -  | -  | 1   |

### Grupo B
| Team                  | J | G | E | P | GF | GC | DG | Pts |
| --------------------- | - | - | - | - | -- | -- | -- | --- |
| Royal Daring          | 2 | 2 | 0 | 0 | -  | -  | -  | 10  |
| Racing Club de France | 2 | 1 | 0 | 1 | -  | -  | -  | 6   |
| Monkstown HC          | 2 | 0 | 0 | 2 | -  | -  | -  | 1   |

### Grupo C
| Team                | J | G | E | P | GF | GC | DG | Pts |
| ------------------- | - | - | - | - | -- | -- | -- | --- |
| Rot-Weiss Köln      | 2 | 2 | 0 | 0 | -  | -  | -  | 10  |
| WKS Grunwald Poznan | 2 | 1 | 0 | 1 | -  | -  | -  | 5   |
| HC Bra              | 2 | 0 | 0 | 2 | -  | -  | -  | 1   |

### Grupo D
| Team             | J | G | E | P | GF | GC | DG | Pts |
| ---------------- | - | - | - | - | -- | -- | -- | --- |
| SV Arminen       | 2 | 1 | 1 | 0 | -  | -  | -  | 7   |
| Atlètic Terrassa | 2 | 1 | 1 | 1 | -  | -  | -  | 7   |
| Bromac Kelburne  | 2 | 0 | 0 | 2 | -  | -  | -  | 0   |

## Fase final
Se disputó entre el 1 y el 6 de abril de 2015 en Bloemendaal, Países Bajos.
|  | Octavos de final    | Octavos de final |                |              | Cuartos de final | Cuartos de final |  |                | Semifinales | Semifinales |              |              | Final          | Final      |  |
|  | 1 de abril          | 1 de abril       |                |              | 4 de abril       | 4 de abril       |  |                | 5 de abril  | 5 de abril  |              |              | 6 de abril     | 6 de abril |  |
|  |                     |                  |                |              |                  |                  |  |                |             |             |              |              |                |            |  |
|  |                     |                  |                |              |                  |                  |  |                |             |             |              |              |                |            |  |
|  | Dinamo Kazan        | 0                |                |              |                  |                  |  |                |             |             |              |              |                |            |  |
|  | Dinamo Kazan        | 0                |                |              |                  |                  |  |                |             |             |              |              |                |            |  |
|  | UHC Hamburg         | 1                |                |              |                  |                  |  |                |             |             |              |              |                |            |  |
|  | UHC Hamburg         | 1                |                | UHC Hamburg  | 3                |                  |  |                |             |             |              |              |                |            |  |
|  |                     |                  |                | UHC Hamburg  | 3                |                  |  |                |             |             |              |              |                |            |  |
|  |                     |                  | SV Kampong     | 2            |                  |                  |  |                |             |             |              |              |                |            |  |
|  | Waterloo Ducks HC   | 0                | SV Kampong     | 2            |                  |                  |  |                |             |             |              |              |                |            |  |
|  | Waterloo Ducks HC   | 0                |                |              |                  |                  |  |                |             |             |              |              |                |            |  |
|  | SV Kampong          | 2                |                |              |                  |                  |  |                |             |             |              |              |                |            |  |
|  | SV Kampong          | 2                |                |              |                  |                  |  | UHC Hamburg    | 2           |             |              |              |                |            |  |
|  |                     |                  |                |              |                  |                  |  | UHC Hamburg    | 2           |             |              |              |                |            |  |
|  |                     |                  | Royal Daring   | 0            |                  |                  |  |                |             |             |              |              |                |            |  |
|  | Beeston HC          | 2 (2)            | Royal Daring   | 0            |                  |                  |  |                |             |             |              |              |                |            |  |
|  | Beeston HC          | 2 (2)            |                |              |                  |                  |  |                |             |             |              |              |                |            |  |
|  | Royal Daring        | 2 (4)            |                |              |                  |                  |  |                |             |             |              |              |                |            |  |
|  | Royal Daring        | 2 (4)            |                | Royal Daring | 2 (5)            |                  |  |                |             |             |              |              |                |            |  |
|  |                     |                  |                | Royal Daring | 2 (5)            |                  |  |                |             |             |              |              |                |            |  |
|  |                     |                  | Rot-Weiss Köln | 2 (3)        |                  |                  |  |                |             |             |              |              |                |            |  |
|  | Real Club de Polo   | 1                | Rot-Weiss Köln | 2 (3)        |                  |                  |  |                |             |             |              |              |                |            |  |
|  | Real Club de Polo   | 1                |                |              |                  |                  |  |                |             |             |              |              |                |            |  |
|  | Rot-Weiss Köln      | 2                |                |              |                  |                  |  |                |             |             |              |              |                |            |  |
|  | Rot-Weiss Köln      | 2                |                |              |                  |                  |  |                |             |             |              | UHC Hamburg  | 1 (5)          |            |  |
|  |                     |                  |                |              |                  |                  |  |                |             |             |              | UHC Hamburg  | 1 (5)          |            |  |
|  |                     |                  | Oranje Zwart   | 1 (6)        |                  |                  |  |                |             |             |              |              |                |            |  |
|  | Harvestehuder THC   | 2                | Oranje Zwart   | 1 (6)        |                  |                  |  |                |             |             |              |              |                |            |  |
|  | Harvestehuder THC   | 2                |                |              |                  |                  |  |                |             |             |              |              |                |            |  |
|  | KHC Dragons         | 6                |                |              |                  |                  |  |                |             |             |              |              |                |            |  |
|  | KHC Dragons         | 6                |                | KHC Dragons  | 3                |                  |  |                |             |             |              |              |                |            |  |
|  |                     |                  |                | KHC Dragons  | 3                |                  |  |                |             |             |              |              |                |            |  |
|  |                     |                  | HC Bloemendaal | 4            |                  |                  |  |                |             |             |              |              |                |            |  |
|  | KS Pomorzanin Torun | 2                | HC Bloemendaal | 4            |                  |                  |  |                |             |             |              |              |                |            |  |
|  | KS Pomorzanin Torun | 2                |                |              |                  |                  |  |                |             |             |              |              |                |            |  |
|  | HC Bloemendaal      | 14               |                |              |                  |                  |  |                |             |             |              |              |                |            |  |
|  | HC Bloemendaal      | 14               |                |              |                  |                  |  | HC Bloemendaal | 2 (4)       |             |              |              |                |            |  |
|  |                     |                  |                |              |                  |                  |  | HC Bloemendaal | 2 (4)       |             |              |              |                |            |  |
|  |                     |                  | Oranje Zwart   | 2 (5)        |                  |                  |  |                |             |             |              |              |                |            |  |
|  | Oranje Zwart        | 2                | Oranje Zwart   | 2 (5)        |                  |                  |  |                |             |             |              |              |                |            |  |
|  | Oranje Zwart        | 2                |                |              |                  |                  |  |                |             |             |              |              |                |            |  |
|  | SV Arminen          | 0                |                |              |                  |                  |  |                |             |             |              |              |                |            |  |
|  | SV Arminen          | 0                |                | Oranje Zwart | 4                |                  |  |                |             |             |              | Tercer lugar | Tercer lugar   |            |  |
|  |                     |                  |                | Oranje Zwart | 4                |                  |  |                |             |             |              | Tercer lugar | Tercer lugar   |            |  |
|  |                     |                  | Club Egara     | 1            |                  |                  |  |                |             |             |              |              |                |            |  |
|  | St. Germain HC      | 1 (4)            | Club Egara     | 1            |                  |                  |  |                |             |             | Royal Daring | 0            |                |            |  |
|  | St. Germain HC      | 1 (4)            |                |              |                  |                  |  |                |             |             | Royal Daring | 0            |                |            |  |
|  | Club Egara          | 1 (5)            |                |              |                  |                  |  |                |             |             |              |              | HC Bloemendaal | 1          |  |
|  | Club Egara          | 1 (5)            |                |              |                  |                  |  |                |             |             |              |              | HC Bloemendaal | 1          |  |
|  |                     |                  |                |              |                  |                  |  |                |             |             |              |              |                |            |  |